# Métlaoui
Métlaoui (arabe : المتلوي) est une ville de l'ouest de la Tunisie située entre Gafsa et Tozeur. Elle est rattachée administrativement au gouvernorat de Gafsa.
Appelée d'abord Metlaoui, elle est appelée Philippe Thomas à la mort de celui-ci en 1910 et ce jusqu'au 19 janvier 1957.
La municipalité abrite une population comptant 38 129 habitants en 2014 et constitue ainsi la plus importante ville minière de Tunisie.

## Histoire
L'histoire de Métlaoui remonte à la Préhistoire. Ainsi, à l'ouest de la ville, dans la zone agricole de Sagdoud, on trouve des traces préhistoriques avec la présence d'innombrables mégalithes : Bir El Hmara et Bir El Hmairia ainsi que Gourbata sont également marqués par l'existence de traces des peuples capsiens.
Des vestiges puniques existent sous la forme de forts bâtis pour des motifs sécuritaires sur les cimes des montagnes. À l'intérieur des gorges de Selja se trouvent des ruines romaines, notamment à El Mkhifia, de même que des murs de défense. En effet, le limes romain passe de Chebika au sud de Métlaoui.
L'époque médiévale voit l'arrivée des Arabes : les Hamama s'implantent dans la plaine de l'actuelle Sidi Bouzid alors que les Ouled Bouyahia et les Jeridia élisent domicile à l'emplacement de l'actuelle Métlaoui.
Lorsque les Français arrivent dans ces contrées, ils y trouvent une population agricole et pastorale. La ville connaît un fort développement sous le protectorat français, avec la découverte en 1885, à quelques kilomètres au pied du djebel Selja, du premier gisement de phosphates par Philippe Thomas. Son exploitation industrielle commence en 1896 avec la concession ferroviaire accordée à la Compagnie des phosphates et des chemins de fer de Gafsa et la construction de la ligne de chemin de fer entre Métlaoui et Sfax (250 kilomètres) permettant d'acheminer le minerai vers le port d'où il est exporté ou transformé sur place. Aujourd'hui encore, le phosphate est extrait dans huit centres miniers alentour et Métlaoui en constitue le principal. Par ailleurs, l'essentiel des installations de la Compagnie des phosphates de Gafsa (CPG) se trouvent à Métlaoui, avec les directions de la production, de la maintenance, de la recherche, de l'approvisionnement et d'autres entités liées directement à l'activité de la production.
Au printemps 2008, la ville est le théâtre d'un mouvement social alimenté par un scandale lié à un concours d'entrée à la CPG, éclatant sur fond de climat social dégradé. Soutenu par des personnalités syndicales, les manifestants dénoncent la corruption et leur mauvaise condition de vie (chômage, maladies causées par l'exploitation de la mine et pauvreté). Les manifestations sont violemment réprimées et deux jeunes tués. Ces militants, condamnés à de la prison en décembre 2008 pour entente criminelle et rébellion armée, lors des grèves de Gafsa en janvier-juin 2008, sont réintégrés dans l'enseignement en mars 2011, à la suite de la révolution tunisienne.
En juin 2011, à la suite de rumeurs selon lesquelles la CPG allait favoriser les membres d'une tribu dans son recrutement, quatre jours sont marqués par des meurtres, pillages et vols, faisant douze morts et 150 blessés.

## Culture
Métlaoui s'est dotée d'un musée d'histoire naturelle où l'on peut admirer une collection intéressante de fossiles découverts lors des campagnes d'exploration du sous-sol pour le percement des mines.

## Transport

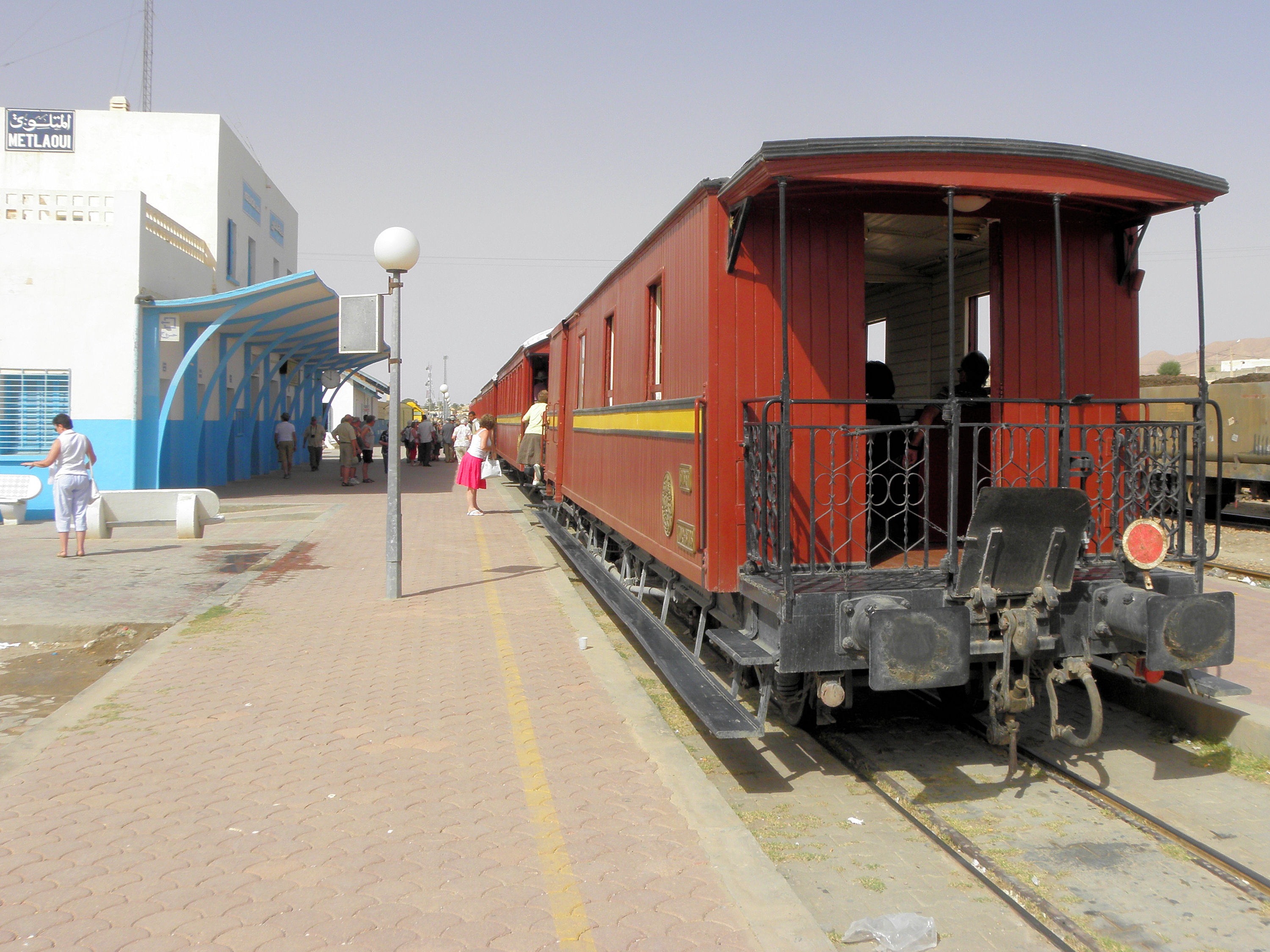
Lézard rouge en gare de Métlaoui.

La ville est un nœud ferroviaire pour les trains transportant le phosphate et le point de départ du circuit effectué par un train touristique, le Lézard rouge, qui propose une promenade dans les gorges de Selja.